# Svinica (district de Košice-okolie)
Pour les articles homonymes, voir Svinica.
Svinica est un village de Slovaquie situé dans la région de Košice.

## Histoire
Première mention écrite du village en 1276.

## Démographie

### Évolution de la population
| Année:               | 1994. | 2004.    | 2014.   | 2024.    |
| -------------------- | ----- | -------- | ------- | -------- |
| Nombre de personnes: | 657   | 824      | 853     | 1010     |
| Différence:          |       | +25,41 % | +3,51 % | +18,40 % |

| Année:               | 2023. | 2024.   |
| -------------------- | ----- | ------- |
| Nombre de personnes: | 1008  | 1010    |
| Différence:          |       | +0,19 % |